# Списак генерала и адмирала Југословенске војске
Списак особа које су у имале генералске и адмиралске чинове у Југословенској војсци (ЈВ), од оснивања, 1. децембра 1918. до слома војске 18. априла 1941. године. Након слома већина командног састава је заробљена, у егзилу је остала ЈВвО која је избегла заробљавање а унутар земље формирана ЈВуО од остатака некадашње војске. Обе војске су наставиле да делују преко Југословенске владе у егзилу до 1945. године.
напомена: Генералски, односно адмиралски чинови у ЈВ су били — војвода, армијски генерал (адмирал), дивизијски генерал (вицеадмирал) и бригадни генерал (контраадмирал). 
- Списак генерала и адмирала Југословенске војске: А и Б
- Списак генерала и адмирала Југословенске војске: В и Г
- Списак генерала и адмирала Југословенске војске: Д и Ђ
- Списак генерала и адмирала Југословенске војске: Ж, З и И
- Списак генерала и адмирала Југословенске војске: Ј
- Списак генерала и адмирала Југословенске војске: К
- Списак генерала и адмирала Југословенске војске: Л и Љ
- Списак генерала и адмирала Југословенске војске: М
- Списак генерала и адмирала Југословенске војске: Н и О
- Списак генерала и адмирала Југословенске војске: П
- Списак генерала и адмирала Југословенске војске: Р
- Списак генерала и адмирала Југословенске војске: С
- Списак генерала и адмирала Југословенске војске: Т
- Списак генерала и адмирала Југословенске војске: Ћ, У, Ф, Х, Ц, Ч и Ш